# Машковиці (Малопольське воєводство)
Машковиці (пол. Maszkowice) — село в Польщі, у гміні Лонцько Новосондецького повіту Малопольського воєводства.
Населення — 1073 особи (2011).
У 1975-1998 роках село належало до Новосондецького воєводства.

## Демографія
Демографічна структура станом на 31 березня 2011 року:
|          | Загалом | Допрацездатний вік | Працездатний вік | Постпрацездатний вік |
| -------- | ------- | ------------------ | ---------------- | -------------------- |
| Чоловіки | 542     | 170                | 325              | 47                   |
| Жінки    | 531     | 146                | 290              | 95                   |
| Разом    | 1073    | 316                | 615              | 142                  |